# Hugo Hillmann

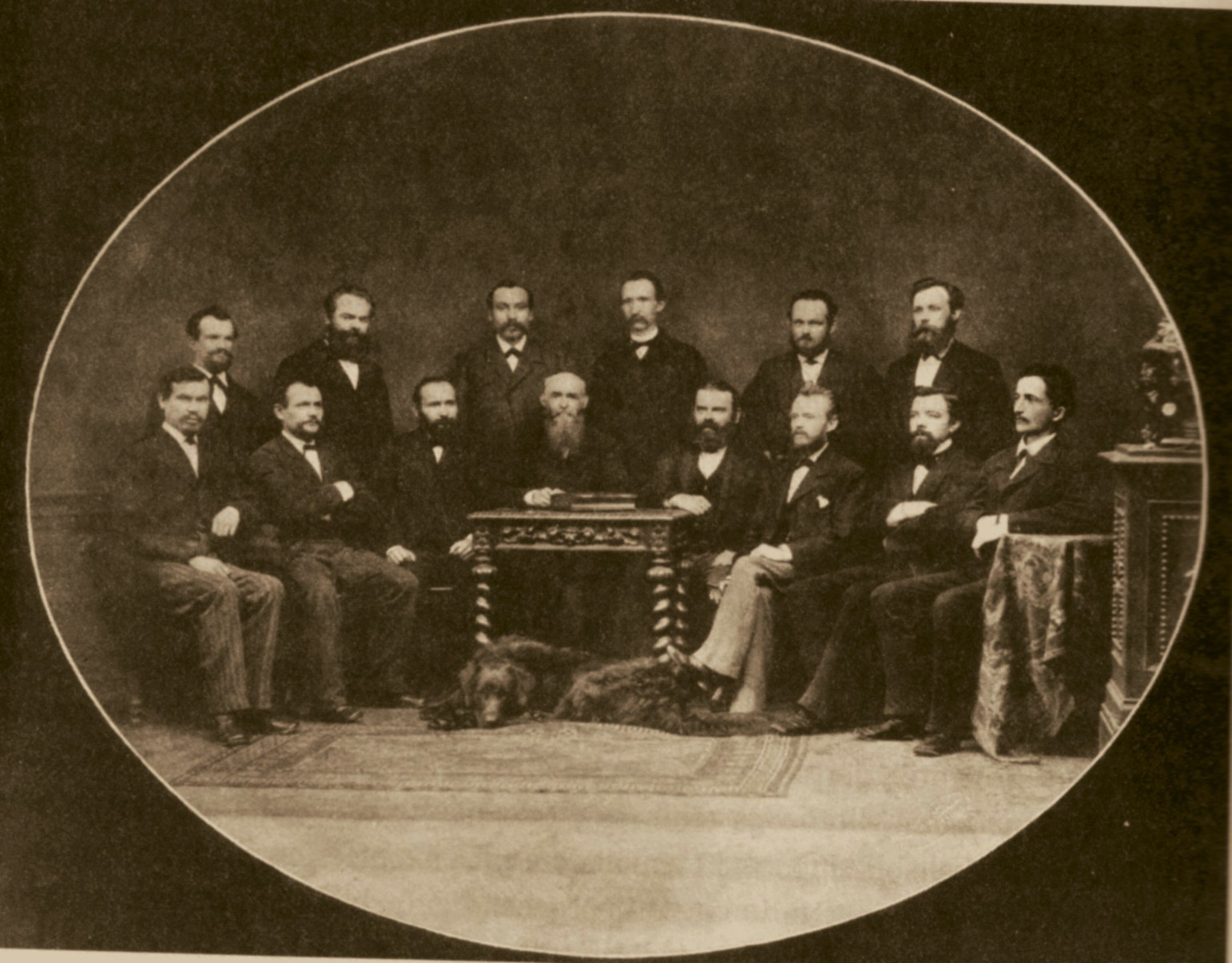
Delegierte und Gäste bei der Gründungsversammlung des ADAV. Unter ihnen war auch Hillmann

Hugo Hillmann (* 25. September 1823; † 14. Januar 1898 in Elberfeld) war aktiver Teilnehmer an der Revolution von 1848/49 und ein früher deutscher, sozialdemokratischer Politiker. Er war zeitweise amtierender Präsident des Allgemeinen Deutschen Arbeitervereins (ADAV) und gehörte später zu den Mitbegründern der Sozialdemokratischen Arbeiterpartei Deutschlands.

## Leben
Hillmann war Sohn eines wohlhabenden Fuhrunternehmens. Er lernte das Brauerhandwerk. Hillmann war demokratisch eingestellt. Im Jahr 1849 hat er zusammen mit anderen Landwehrmännern während der Reichsverfassungskampagne den Befehl verweigert, um nicht auf Anhänger der Paulskirchenverfassung schießen zu müssen. Dies war einer der Auslöser für den Elberfelder Aufstand. In Elberfeld übernahm ein Sicherheitskomitee die Kontrolle und Hillmann stand mit an der Spitze der revolutionstreuen Landwehrmänner. Nach der Niederlage der Aufständischen gegen die preußischen Truppen floh er ins Exil nach London. Dort stand er dem Bund der Kommunisten nahe und war Mitglied des legalen kommunistischen Arbeiterbildungsvereins. Unter den Exilanten galt er, wie Franz Mehring urteilte, zu Unrecht als unsicherer Kantonist.
Erst 1861 konnte Hillmann nach Elberfeld zurückkehren. Er betrieb dort eine Gastwirtschaft. Er wurde Leiter des dortigen Arbeitervereins. Am 23. Mai 1863 gehörte er zu den 12 Mitbegründern des Allgemeinen Deutschen Arbeitervereins. Er war einer der erfolgreichsten Agitatoren des ADAV. Die Gemeinden der Partei an der Wupper stellten immerhin etwa ein Viertel aller Parteimitglieder. Hillmann wurde wegen seiner politischen Haltung zu Geld- und Haftstrafen verurteilt und verlor die Konzession für sein Gasthaus. Mehring berichtet, dass die Vermögensverhältnisse Hillmanns zerrüttet gewesen wären und er bei der Wahl seiner Hilfsmittel wenig wählerisch gewesen sei. Daher war er im ADAV auch umstritten. Ein Vereinskassierer beklagte sich über ihn bei Ferdinand Lassalle. Dieser hielt aber auf Grund seiner Erfolge an Hillmann fest. Auf dem Rheinisch-Westfälischen Arbeitertag von 1865, dessen Vorsitzender Hillmann war, übte er scharfe Kritik an Karl Marx und Friedrich Engels. Diese hätten in England gut reden, für die deutschen Arbeiter handele es sich aber darum, auf dem Boden zu agitieren, den sie hätten.
Nach dem Tod Lassalles war er vom 30. November bis 31. Dezember 1865 als Vizepräsident des ADAV auch geschäftsführender Präsident, ehe er von Carl Wilhelm Tölcke abgelöst wurde. Da dessen Wahl polizeilich nicht anerkannt wurde, blieb Hillmann zunächst weiterhin faktisch Präsident des ADAV.

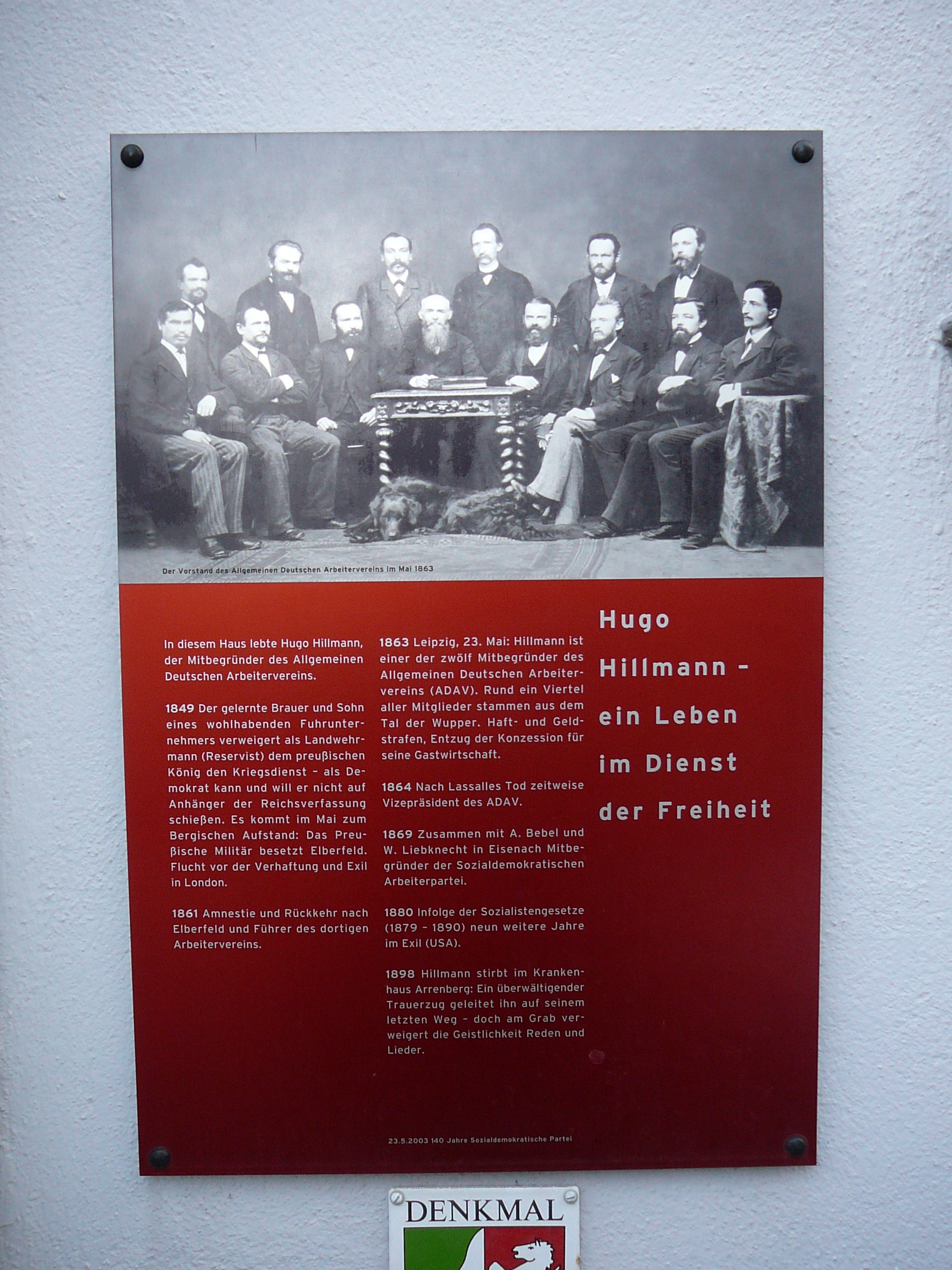
Gedenktafel in der Untergrünewalder Straße 10

Später wandte er sich vom ADAV ab und gehörte am 8. August 1869 zu den Mitbegründern der Sozialdemokratischen Arbeiterpartei um August Bebel und Wilhelm Liebknecht. Für diese Partei kandidierte er vergeblich für den Reichstag des Norddeutschen Bundes. Während des Sozialistengesetzes musste er erneut ins Exil gehen. Er lebte neun Jahre in den USA. Erst 1890 konnte er nach Elberfeld zurückkehren. Nach seinem Tod wurde er mit einem großen Trauerzug geehrt. Allerdings verweigerten die Geistlichen bei der Beerdigung Reden und Lieder. Im Jahr 2003 wurde an seinem ehemaligen Wohnhaus in der Untergrünewalder Straße 10 eine Gedenktafel enthüllt.